# 요코야마 히로토시
요코야마 히로토시(일본어: 横山 博敏, 1975년 5월 9일 ~ )는 일본의 전 축구 선수이다.

## 구단 경력
과거 제프 유나이티드 이치하라, 요코하마 FC, 방포레 고후, TDK에서 활동하였다.